# Prionostemma minutum
Prionostemma minutum is een hooiwagen uit de familie Sclerosomatidae.